# Hans Luther

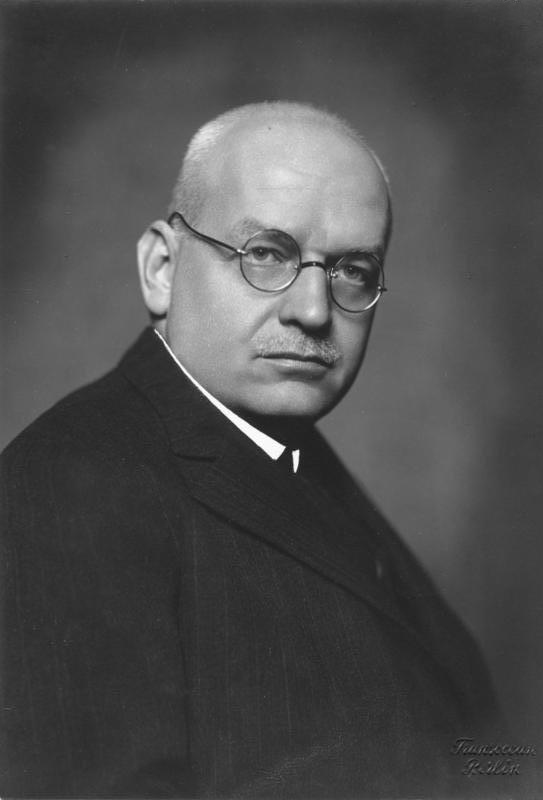
Hans Luther

Hans Luther (Berlijn, 10 maart 1879 - Düsseldorf, 11 mei 1962) was een partijloos Duits politicus. Hij was rijkskanselier in 1925 en 1926 en kende een zeker succes bij het bestrijden van de inflatie.
Na rechtenstudies doet Luther tussen 1907 en 1913 dienst bij verschillende besturen. In 1918 wordt hij verkozen tot burgemeester van Essen en verwerft daar een uitstekende reputatie bij het bestuur van de stad. Hij wordt zo in 1922 minister van landbouw in de regering van Wilhelm Cuno.
Luther wordt vervolgens in 1923 benoemd tot minister van financiën door de opvolger van Wilhelm Cuno, Gustav Stresemann. In deze functie bestrijdt hij de inflatie met de hulp van Hjalmar Schacht, die later minister van economie onder Adolf Hitler is. Hij houdt deze functie onder de regering van Wilhelm Marx en maakt deel uit van de Duitse afvaardiging bij de onderhandelingen van het Dawesplan. Na de verkiezingen van 1924 is het Wilhelm Marx niet mogelijkheid een nieuwe regering te vormen en Luther volgt hem in januari 1925 op als rijkskanselier.

## Rijkskanselier
Als kanselier voert Luther een aantal economische hervormingen door en ondertekent hij het Verdrag van Locarno. Hij neemt kort daarop in december 1925 ontslag, maar wordt gevraagd om een regering te vormen die in januari 1926 van start gaat maar die in mei dat jaar reeds valt.
Luther wordt vervolgens in 1930 benoemd tot voorzitter van de Reichsbank en is tussen 1933 en 1937 ambassadeur van Duitsland in de Verenigde Staten. Hij neemt vervolgens ontslag en gaat met pensioen. Hij neemt tijdens de Tweede Wereldoorlog geen verplichtingen op zich. Na afloop van de oorlog geeft hij les in München en wordt hij economisch raadgever van de regering.

## Bron
- (en) Luther, Hans. (2006). In Encyclopædia Britannica. Opgehaald op 14 juli, via de Encyclopædia Britannica Premium Service.

- Bibliothèque nationale de France: cb12817063m (data)
- Gemeinsame Normdatei: 118575422
- International Standard Name Identifier: 0000 0000 8097 6943
- Library of Congress Control Number: n86027924
- Nationale Bibliotheek van Tsjechië: xx0315520
- Nationale Bibliotheek van Israël: 987007264877505171
- Nederlandse Thesaurus van Auteursnamen: 070687455
- SNAC: w62z4krh
- Système universitaire de documentation: 146482530
- Trove: 977988
- Virtual International Authority File: 18014285
- WorldCat: E39PBJjhx3FBxVxfd4FwVWH6Kd